# Аналена Бербок
Аналена Шарлот Алма Бербок (изговара се изговор  ( слушај)) (Хановер, 15. децембар 1980) немачка је политичарка. Она је била ко-лидер Алијансе 90/Зелених од 2018. године заједно са Робертом Хабеком. Била је партијски кандидат за канцелара на савезним изборима 2021. године, што ју је учинило првим таквим кандидатом за Зелене и, после Ангеле Меркел, тек другом женом коју је велика немачка политичка партија номиновала за канцелара.
Бербок је први пут изабрана у Бундестаг 2013. године. Од 2012. до 2015. била је члан партијског савета Алијансе 90/Зелени, а од 2009. до 2013. вођа државне групе своје странке у Бранденбургу.

## Младост и образовање
Бербок је ћерка социјалног радника и машинског инжењера који је радио за WABCO Vehicle Control Systems. После неколико година у Нирнбергу, одрасла је са две сестре и две рођаке у старој реконструисаној сеоској кући у власништву њене породице у Шуленбургу, који је део Патенсена, близу Хановера у Доњој Саксонији. Њен деда је био инжењер и официр, подржавалац идеологије националсоцијализма.
Као дете, придружила се родитељима на антиратним и анти-нуклеарним протестима које је организовала или подржавала Зелена партија. Похађала је Хумболт школу у Хановеру и са 16 година завршила годину размене у припремној школи Лејк Хигланд у Орландуу, Флорида.
Као тинејџер, Бербок је била такмичарски гимнастичар на трамполину, учествовао је на немачким првенствима и три пута је освојио бронзу.
Од 2000. до 2004. Бербок је студирала политичке науке и јавно право на Универзитету у Хамбургу. Такође је радила као новинар за Хановерше алгемајне цајтунг од 2000. до 2003. године. Стажирала је у Норддојчер Рундфунк, Дојче Пресегентур и у Савету Европе.
Године 2005. Бербок је завршила једногодишњи мастер курс из међународног јавног права на Лондонској школи економије (ЛСЕ). Током свог боравка на ЛСЕ, боравила је у Carr-Saunders Hall у Фицровији. Године 2005. била је приправник на Британском институту за међународно и упоредно право (БИИЦЛ). Такође је започела дисертацију о природним катастрофама и хуманитарној помоћи на Слободном универзитету у Берлину, али је није завршила.

## Рана каријера
Након студија, Бербок је од 2005. до 2008. године радила у канцеларији европосланице Елизабет Шредтер. Током 2008. и 2009. године радила је као саветник за спољну и безбедносну политику у посланичкој групи Алијансе 90/Зелени у Бундестагу.

## Политичка каријера

### Почеци
Бербок је постала члан Алијансе 90/Зелени 2005. године. У октобру 2008. изабрана је у извршни одбор државне групе своје странке у Бранденбургу. Следеће године је наследила Ска Келер на месту копредседавајућег одбора (са Бењамином Рашкеом), у функцији коју је обављала до 2013. године.
Бербок је била национални портпарол радне групе Зелене странке за европска питања од 2008. до 2013. Од 2009. до 2012. била је део извршног одбора Европске зелене партије, под вођством копредседавајућих Филипа Ламбертса и Монике Фрасони.

### Члан немачког Бундестага, 2013 – данас
Године 2009. Бербокова се безуспешно кандидовала за место на изборној листи своје странке за савезне изборе. Године 2013. била је кандидат Зелене странке у изборној јединици Потсдам – Потсдам-Мителмарк 2 – Телтов-Фламинг 2 и такође је обезбедила водеће место на партијској изборној листи за државу Бранденбург. Преко изборне листе постала је посланик у Бундестагу.
Током свог првог мандата, Бербок је била члан Одбора за економска питања и енергетику и Одбора за европске послове. У својој посланичкој групи, била је говорница за климатску политику. У овом другом својству, учествовала је на конференцијама Уједињених нација о климатским променама у Варшави (2013), Лими (2014), Паризу (2015) и Маракешу (2016).
Поред својих задатака у одбору, Бербок је била заменица председника Парламентарног круга пријатеља Берлин-Тајпеј и чланица Немачко-Пољске парламентарне групе пријатељства од 2014. до 2017. године.
На изборима 2017, Бербок је поново била водећи кандидат у држави Бранденбург, задржавши своје место у парламенту. После избора била је део преговарачког тима своје странке, пошто је Зелена странка ушла у (неуспешне) коалиционе преговоре са ЦДУ/ЦСУ и ФДП. Од тада је члан Одбора за породицу, старије, жене и омладину.

### Ко-лидер Странке зелених, 2018 – данас
Дана 27. јануара 2018. године, на националној конвенцији Зелене странке у њеном родном граду Хановеру, Бербок је изабрана за једног од два равноправна председника своје странке на савезном нивоу, са Робертом Хабеком. Освојила је 64% гласова, више од своје противкандидаткиње Ање Пиел. На партијској конвенцији 2019. поново је изабрана са 97,1%, што је највећи резултат икада за партијску фотељу.
У преговорима о формирању коалиционе владе под вођством министра-председника Бранденбурга Дитмара Војкеа након државних избора 2019. године, Бербокова је била члан делегације своје странке.

### Кандидат за канцелара, 2021
Бербок и Хабек су 19. априла 2021. године објавили да је савезни одбор Зелених предложио Бербокову као кандидата за канцелара за савезне изборе 2021. – први пут када је странка номиновала једног кандидата уместо ко-лидера. То је и формално потврђено на партијском конгресу од 11. до 13. јуна. Бербок је друга жена после Ангеле Меркел која тражи највишу државну функцију. На дан избора, била је само 12 дана старија од Гвида Вестервелеа 2002. године, најмлађег кандидата за канцелара икада. Бербок је 12. јуна 2021. потврђен као кандидат за канцелара након што је добио 98,5% гласова за потврду. На немачким савезним изборима 2021. поново се кандидовала у изборној јединици Потсдам – Потсдам-Мителмарк 2 – Телтов-Флеминг 2, овог пута против свог колеге кандидата за канцелара Олафа Шолца.
Према студијама које су спровели Немачки Маршал фонд и Институт за стратешки дијалог, и немачки и руски извори које подржава држава су циљали на Бербок са великом количином дезинформација, од лажних унапред створених претпоставки о Зеленима до експлицитног сексизма, као што је циркулисано онлајн слика на којој је Бербоково лице фотошопирано на голо женско тело са натписом Био сам млад и требао ми је новац.

### Контроверза о плагијату
У јуну 2021. године, Бербокове недавне публикације су биле под лупом због плагијата, са 12 пасуса истакнутих као идентичне другим изворима, као што су блогови, новински чланци и партијски програм „Зелених“. Њена странка је осудила оптужбе као негативну кампању и потврдила своју подршку Бербок. Обећала је да ће додати изворе и цитате у каснијим издањима.

### Контроверзе о приходима
У мају 2021, различити медији су објавили да је Бербокова закаснила да пријави администрацији немачког парламента укупно 25.500 евра додатних прихода које је примила током три године – 2018, 2019. и 2020. – у својству лидера Партија зелених.

### Друге контроверзе
У јуну 2021. објављено је да је Бербок преувеличала своје ангажовање у немачком Маршаловом фонду и Високом комесаријату Уједињених нација за избеглице (УНХЦР).

## Политичке позиције

### Спољна политика
Сматра се да Бербок заузима центристичку линију одбране и гура јачу заједничку спољну политику ЕУ. посебно против Русије и Кине. Она је предложила постпацифистичку спољну политику, позивајући на европску војску под надзором Европског парламента и наводећи кораке ка денуклеаризацији Немачке у консултацији са савезницима. Она подржава ширење НАТО-а на исток и сарадњу са Сједињеним Државама. У новембру 2020. рекла је: „Европа се годинама врти око себе, Трампова администрација је окренула леђа свету. Ауторитарне државе попуњавају празнину која се појавила. То доводи до тога да Русија или Турска постану активне у нашем суседству — и ЕУ, као иу случају Нагорно-Карабаха, изостављена је. У децембру 2021. године, Бербок је предложио спољну политику вођену вредностима у спрези са другим европским демократијама и НАТО партнерима.
Бербок је заузела про-израелски став као одговор на израелско-палестинску кризу 2021. године. Она је број резолуција УН у којима се критикује Израел назвала „апсурдним у поређењу са резолуцијама против других држава“.

### Енергетска, климатска и еколошка политика
Бербок се залагала за европски и трансатлантски зелени договор. Она је навела потребу за трансфером технологије како би земље широм света могле да ограниче повећање глобалних температура на 1,5 °C као што је наведено у Паришком споразуму.
Бербок је позвао да се угаљ у Немачкој повуче до 2030. године, да се уведе ограничење брзине од 130 километара на сат (81 мпх) и да се дозволи регистрација само аутомобила без емисија "најкасније до 2030". Она је рекла да "пољопривредне субвенције треба да буду оријентисане ка општем добру" и да треба "веома значајно смањити животињске популације и производњу меса". Бербок је такође рекла да „климатска политика није у супротности са економијом“ и да жели да сачува статус Немачке као индустријске локације „у 21. веку — у светлу Париског споразума о клими“. Она се залаже за производњу климатски неутралног челика и изразила је подршку климатским тарифама - међународним порезима на робу која је интензивна угљен-диоксида. Према њеној политици, домаћи немачки летови треба да буду „сувишни“ до 2035, кроз јачање железничке мреже.
Када је 29. априла 2021. Савезни уставни суд пресудио да су обећана смањења гасова стаклене баште у Закону о заштити климе недовољна, Бербокова је изнела могућност постављања конкретних циљева уштеде гасова стаклене баште у случају да њена странка учествује у савезној влади. Она је такође позвала да се квота годишњег проширења обновљивих извора енергије удвостручи до средине 2020-их. Бербок је рекао да уништавање животне средине изазвано климатским променама постаје све скупље.
Бербок се противи пројекту гасовода Северни ток 2 између Русије и Европе.

### Имиграција
Усред европске мигрантске кризе 2015. године, Бербок се придружила колегама из зелених парламентараца Лујза Амтсберг, Франциска Брантнер, Мануел Сарацин и Волфганг Штренгман-Кун у позивању на више одговорности за Европску комисију у управљању пријемом избеглица у ЕУ, и јасан мандат ЕУ за Фронтекс - управљао објектима за тражиоце азила у њиховим земљама порекла.

## Остале активности
- Европски савет за спољне односе (ЕЦФР), члан (од 2020)[58]
- Фондација Лео Бек, члан Управног одбора[59]
- Немачка федерација за животну средину и заштиту природе (БУНД), члан

Од 2020. године, Бербок је учествовао у програму Младих глобалних лидера Светског економског форума, групи која је тренирала политичке представнике као што су Емануел Макрон, Сана Марин и Џасинда Ардерн.

## Лични живот
Од 2007. години, Бербок је удата за Данијела Холефлајш, политичког консултанта и ПР менаџера који је био лобиста на позицији вишег стручњака за корпоративне послове за Дојче Пост ДХЛ Груп од 2017. године. Имају две ћерке, рођене 2011. и 2015. године. Године 2013. преселили су се из Берлина у округ Нојенер Ворштат Потсдама, Бранденбург.
Бербок је члан главне протестантске евангелистичке цркве у Немачкој (ЕКД). Она себе описује као „нерелигиозна“ и остаје члан цркве јер јој је „идеја заједништва изузетно важна“.

## Књиге
- Jetzt. Wie wir unser Land erneuern. 2021. ISBN 978-3-550-20190-5.. (Now. How We Renew Our Country.) With Michael Ebmeyer. Ullstein, Berlin ..